# Protosphagnales
Protosphagnales é uma  ordem monotípica de musgos da classe Sphagnopsida apenas conhecida do registo fóssil do Pérmico. A única família conhecida é Protosphagnaceae †, também um táxon monotípico, com o género Protosphagnum † em que a única espécie conhecida é Protosphagnum nervatum.  Estes musgos assemelhavam-se, em muitos aspectos, às espécies extantes do género Sphagnum, apesar das células dos seus filídios ("folhas") não serem tão dimórficas.